# IC 2773
IC 2773 је појединачна звијезда у сазвјежђу Лав која се налази на листи објеката дубоког неба у Индекс каталогу.
Деклинација објекта је + 13° 34' 12" а ректасцензија 11h 22m 36,4s.